# Каравдин, Владимир Петрович
Владимир Каравдин (2 августа 1932, Давлеканово, Башкирская АССР — 12 августа 2011, Челябинск) — советский и российский хоккеист и тренер, Мастер спорта СССР по хоккею с мячом (1955) и с шайбой (1957).

## Биография
Воспитанник челябинского хоккея.
В сезоне 1949/50 дебютировал в высшей лиге чемпионата СССР за челябинский «Дзержинец». Первую шайбу забросил 17 декабря 1950 года в ворота московского «Динамо». В составе клуба провёл 12 сезонов (около 292 игр, забросил 102 шайбы и отдал 10 голевых передач).
В 1955 году стал серебряным призёром чемпионата СССР по хоккею с мячом в составе свердловского ОДО.
Также выступал за футбольные команды Челябинска («Дзержинец», «Авангард») и Свердловска («Авангард», ОДО) в классе «Б».
Чемпион Всемирных зимних студенческих игр 1956 года в составе сборной команды СССР.
С 1964 по 1966 — играющий тренер уфимского «Салавата». С 1966 по 1968 возглавлял башкирский клуб. Работал тренером в молодёжных командах «Салавата Юлаева» и челябинского «Металлурга». С 1985 по 1994 год руководил футбольной командой детско-юношеской спортивной школы ЧМС.
Умер 12 августа 2011 года в возрасте 79 лет.